# Lestranicus transpectus
Lestranicus transpectus is een vlinder uit de familie van de Lycaenidae. De wetenschappelijke naam van de soort werd in 1879 gepubliceerd door Frederic Moore.
De soort komt voor in India (Noordoost-Bengalen) en Taiwan.